# Калинка (Хабаровський район)
Кали́нка (рос. Калинка) — село у складі Хабаровського району Хабаровського краю, Росія. Входить до складу Сергієвського сільського поселення.

## Населення
Населення — 2216 осіб (2010; 2756 у 2002).
Національний склад (станом на 2002 рік):
- росіяни — 85 %